# Męczeństwo Piotra Oheya
Męczeństwo Piotra Oheya – dramat Sławomira Mrożka napisany w 1958 r., którego pierwodruk ukazał się w 6 numerze czasopisma „Dialog” w 1959 r.
Dramat otrzymał drugą nagrodę w konkursie na najlepszy scenariusz dla Teatru Telewizji w 1959 r.

## Treść
Akcja dramatu obejmuje jeden akt. Miejscem akcji jest dom zamieszkiwany przez tytułowego Piotra Oheya z rodziną. Pewnego dnia, młodszy syn państwa Oheyów – Jaś Ohey dostrzega w łazience obecność tygrysa. Informacja ta powoduje, że mieszkanie Oheyów zaczynają odwiedzać nietypowi goście: Urzędnik – który potwierdza rzekomą obecność tygrysa, Poborca – który informuje o konieczności płacenia podatku za tygrysa, a także Naukowiec – który urządza sobie kwaterę w pokoju córki państwa Oheyów, by prowadzić naukowe obserwacje tygrysa. Kolejnymi gośćmi okazują się: Szef grupy cyrkowej, chcący zorganizować w mieszkaniu przedstawienie, Nauczyciel, oprowadzający po mieszkaniu wycieczkę szkolną i Sekretarz z Ministerstwa Spraw Zagranicznych, który wykorzystując fakt obecności tygrysa, w imię dobrych stosunków z Indiami chce urządzić dla pewnego maharadży polowanie. W międzyczasie pojawia się też Stary Myśliwy, który chce upolować tygrysa i twierdzi, że przebywając na Syberii zaprawił się w tym fachu. Całość dramatu pełna jest typowych dla stylu autora groteskowych zdarzeń, w ostateczności doprowadzających do zaskakującej końcówki.

## Osoby dramatu
- Piotr Ohey – ojciec rodziny Oheyów
- Oheyowa – żona Piotra Oheya
- Jaś Ohey – młodszy syn państwa Oheyów
- Syn Starszy
- Córka
- Urzędnik
- Poborca
- Naukowiec
- Szef trupy
- Sekretarz
- Nauczyciel
- Stary Myśliwy